# Planudes paxillus
Planudes paxillus är en insektsart som först beskrevs av John Obadiah Westwood 1859.  Planudes paxillus ingår i släktet Planudes och familjen Pseudophasmatidae. Inga underarter finns listade i Catalogue of Life.